# Shimonoseki
Shimonoseki (Japans: 下関市, Shimonoseki-shi) is de meest zuidwestelijke stad op Honshu, het hoofdeiland van Japan. De stad ligt in de prefectuur Yamaguchi.

## Ligging en economie
Shimonoseki ligt tegenover de stad Kitakyushu op Kyushu. De beide steden hebben verbindingen via tunnels, een veerpont en de Kanmonbrug. De stad beschikt over een internationale luchthaven en een station aan de Shinkansen-hogesnelheidslijn. Shimonoseki is een belangrijke visserijhaven. Ieder jaar vertrekt traditioneel in november een grote vloot walvisvaarders, om in april weer terug te keren. Naast de viswerking (in het bijzonder fugu) zijn scheepswerven, chemische fabrieken, ingenieursbureaus, en toerisme van economische betekenis. De belangrijkste toeristenattraktie is de Shinto-schrijn die aan de Japanse kindkeizer Antoku is gewijd.
Het heeft een vochtig subtropisch klimaat (Klimaatclassificatie van Köppen: Cfa). Er zijn warme zomers en koele winters. Het hele jaar valt er veel neerslag, meer dan 1600 millimeter op jaarbasis, maar in de zomermaanden valt de meeste regen.

## Geschiedenis
In maart 1185 woedde voor de kust de Zeeslag bij Dan-no-ura. Na een strijd van een halve dag versloeg de vloot van de Minamoto-clan, onder leiding van Minamoto no Yoshitsune, de vloot van de Taira-clan.
In augustus 1864 werd door de gecombineerde marines van de Verenigde Staten, het Verenigd Koninkrijk, Frankrijk en Nederland de Choshu-Han clan die dit gedeelte van Japan bestuurde, aangevallen en verslagen. Dit markeerde de verandering van Japan naar de Meiji-restauratie en het moderne Japan. Uitgebreid wordt deze slag besproken in Bombardement van Shimonoseki.
In de plaats werd op 1 april 1895 het Verdrag van Shimonoseki getekend, waarmee een eind kwam aan de Eerste Chinees-Japanse Oorlog (1894-1895).
Op 13 februari 2005 werden de gemeenten Hohoku, Kikugawa, Toyōra en Toyota van het district Toyōra bij Shimonoseki gevoegd. Door deze fusie verdween het district Toyōra.

## Stedenverband
Shimonoseki heeft een stedenband met o.a. :
- Santos in Brazilië
- Pittsburg (Californië).
- Qingdao in China
- Busan in Korea
- Istanboel in Turkije